# Alida van der Anker-Doedens
Alida van der Anker-Doedens   (Rolde, 28 de juliol de 1922 - Haarlem, 1 d'abril de 2014) fou una piragüista d'aigües tranquil·les neerlandesa que va competir durant les dècades de 1940 i 1950.
El 1948 va prendre part en els Jocs Olímpics d'Estiu de Londres, on guanyà la medalla de plata en la prova del K-1, 500 metres del programa de piragüisme, rere la danesa Karen Hoff. Quatre anys més tard, als Jocs de Hèlsinki, fou quarta en la mateixa prova.
En el seu palmarès també destaquen nombrosos títols neerlandesos de K1 i K2 a finals dels anys quaranta i principis dels cinquanta.